# Staatsschuldenquote in Griechenland
Die Staatsschuldenquote Griechenlands ist eine finanzwissenschaftliche Schuldenkennzahl. Man berechnet die Quote mittels Division: griechische Staatsschulden zum Zeitpunkt X geteilt durch das nominale Bruttoinlandsprodukt (BIP) zum Zeitpunkt X. Die Nettoneuverschuldung dagegen ist eine zeitraumbezogene Größe und keine Quote.

## Entwicklung seit 2009
Die Staatsschuldenquote Griechenlands stieg seit 2007 insgesamt erheblich an. Die Quote wuchs besonders stark in den Jahren 2009 (Wirtschaftskrise in vielen Industrieländern), 2010 und 2011.
Ende 2008 betrug die Staatsverschuldung von 263,3 Mrd. Euro (Staatsschuldenquote 112,9 %); Ende 2013 betrug die Staatsverschuldung 318,7 Mrd. Euro und die Staatsschuldenquote 175,1 %. 2015 betrug die Staatsschuldenquote nach Eurostat 177,4 %.

## Prognose
Der Internationale Währungsfonds veröffentlichte im Oktober 2014 eine Prognose, laut der die Staatsschuldenquote Griechenlands beim Eintreten bestimmter Faktoren (z. B. Wirtschaftswachstum) bis Ende 2019 bei einem Schuldenstand von dann 308,8 Mrd. Euro auf 135,3 % zurückgehen könne. Damit würde Griechenland das Maastricht-Kriterium von maximal 60 % weiterhin deutlich verfehlen.